# Jackass: The Movie
Jackass: The Movie er en amerikansk film, instrueret af Jeff Tremaine. Den blev udgivet 25. oktober 2002, med den undertitlen: "Do not attempt this at home" (Forsøg ikke dette derhjemme). Filmen er en efterfølger til tv-serien Jackass fra MTV, dog med mere vovede stunts og jokes. Jackass: The Movie er produceret af MTV Films og udgivet af Paramount Pictures. 
Filmens ensemble består af de originale medvirkende fra Jackass: Johnny Knoxville, Steve-O, Chris Pontius, Dave England, Bam Margera, Preston Lacy, Ryan Dunn, Ehren McGhehey og Jason Acuña. Brandon DiCamillo optræder, men er ikke en del af det egentlige cast. 
Andre tilbagevendende personer fra tv-serien er Rake Yohn, Manny Puig, Phil Margera og April Margera. Dertil medvirker også Rip Taylor, Henry Rollins, Spike Jonze, bokse-stjernen Eric Butterbean, Mat Hoffman, og Tony Hawk.

## Medvirkende
- Johnny Knoxville
- Bam Margera
- Chris Pontius
- Steve-O
- Ryan Dunn
- Dave England
- Jason "Wee Man" Acuña
- Preston Lacy
- Ehren McGhehey
- Brandon DiCamillo
- Raab Himself
- Rake Yohn